# Свети Йоан Златоуст (Ханиотис)
„Свети Йоан Златоуст“ (на гръцки: Αγίου Ιωάννου του Χρυσοστόμου) е възрожденска православна църква, разположена на полуостров Касандра в село Ханиотис. Църквата в началото на XXI век е в руини - с разрушен покрив.
Храмът е строен в средата на XIX век като енорийска църква на Ханиотис. В него има много раннохристиянски архитектурни елементи от неизвестен паметник. След изместването на селото в 1936 година на днешното си място църквата е изоставена. Иконите са пренесени в новата църква на Ханиотис – иконите на Христос Вседържител, Света Богородица Елеуса, Свети Йоан Предтеча, Свети Георги и Свети Йоан Златоуст са от 1870 година, дело на талантливия галатищки зограф Йоанис Папаталасиу. Иконата на Свети Йоан Златоуст от проскинитария е дело на същия художник но е датирана февруари 1850 година. В новия храм се пази и една „Параклетика“, издание на Николаос Сарос във Венеция от 1688 година.